# Ural-Batir
Ural-Batir (baškirsko Урал-батыр, latinizirano: Ural - junak) je najbolj znan ljudski ep (kubair) Baškirjev. Prvič ga je leta 1910 zapisal baškirski pisatelj Mukhamedja Burangulov in velja za enega najstarejših na Uralu. 
Ep je sestavljen iz 3 delov, ki obravnavajo 3 generacije junakov (batirov), o katerih dejanjih pripoveduje. Ep govori o nastanku Urala in se konča s smrtjo Ural Batirja, po kateri se njegovo telo absorbira v Uraltau (gorski verigi na Južnem Uralu), ki simbolizira domovino Baškirjev. Kaže na analogije z epi drugih ljudstev (anglosaški Beowulf, nemški Nibelungi, mezopotamski ep o Gilgamešu ali finska Kalevala). Epska pesem propagira idejo o večnem življenju naroda in človekovi sposobnosti premagovanja zla.

## Zgodovina
Ep se je ustno prenašal iz roda v rod pripovedovalcev (sesen). Leta 1910 je Muhameča Burangulov zapisal ep, ki sta ga napisala dva igralca kuraja in sesen (pesniki), Gabit Arginbajev (1850-1921) iz  vasi (aul) Idris in Hamit Almuhametov (1861-1923) iz vasi Maly Itkul (Orenburška oblast) pa sta ga predstavila. Raziskovalci verjamejo, da je Burangulov večkrat obiskal Videno in napisal ep v več delih. Od takrat so postale znane druge različice epa. 
Prozno različico Ismagila Račmatulina v vasi Imangul, Učalinski okraj v Baškortostanu je leta 1956 posnel raziskovalec Ahanaf Harisov (ki jo je izdal istega leta). Različico, ki se običajno imenuje etiološki mit, je leta 1984 zapisala Šamsia Safargalina v vasi Gabbas, Siančurin rajon, Baškortostan. Leta 1968 je bil ep Ural-Batir objavljen v Baškirju v reviji Agidel v skrajšani različici (B. Bikbai in A. Kharisov). Leta 1972 je izšla prva polna publikacija v baškirskem jeziku - v prvem zvezku serije knjig Baškirska ljudska umetnost. Leta 1975 je bil vključen v prvi zvezek zbirke Herojski ep narodov ZSSR v seriji Knjižnica svetovne književnosti (prevod A. Č. Hakimov, I. S. Kičakov, A. S. Mirbadalev), kot tudi v seriji Ep o narodih ZSSR (prevedli A. Č. Hakimov, N. V. Kidajš-Pokrovskaja, A. S. Mirbadaleva), ki je objavljen v skrajšani različici. Leta 1977 je bilo objavljeno celotno akademsko besedilo epa v ruskem in baškirskem jeziku. 
Prvič je bila globoka izvirnost epa Ural-Batir izpostavljena v delih folklorne raziskovalke Arfo Avetizovne Petrosjan. Bila je prva raziskovalka, ki je odkrila podobnost zapleta baškirskega epa s sumersko-akadskim Epom o Gilgamešu, a je hkrati prišla do zaključka, da obstajajo globoke razlike v ideoloških in umetniških konceptih teh del: »Glavni Motiv epa Ural-Batir je, da je človek močnejši od vsega drugega, dobro je neuničljivo. V ozadju babilonskega epa je druga ideja - vse izhaja iz volje bogov«. Filozof Damir Valejev vidi vrednost epa »kot vir za preučevanje zgodovine Baškirske javne zavesti in družbene misli«. Obstaja več prevodov epa v ruščino - v prozni obliki in kot priredba. Prevode v ruščino je ustvarilo več pisateljev in pesnikov. Obstaja prozna transkripcija epa pisatelja Aidarja Husainova, ruska priredba Gasima Šafikova. Leta 2003 je v Ufi izšla darilna izdaja epa v treh jezikih (baškirski izvirnik, ruski prevod G.G. Šafikova in angleški prevod S.G. Šafikov). Leta 2006 je Ural-Batir izšel v nemščini z ilustracijami Raisa Halilova in prevodom dr. Alia Taisina.
Ep Ural-Batir je bil preveden tudi v druge jezike sveta (abhaščina, hebrejščina, turščina, čuvaščina, francoščina in drugi). Leta 2007 je bilo prvič objavljeno Burangulovovo izvirno besedilo Ural-Batir (Šakurova Š. R.). Rokopis izvirnega epa je izgubljen. Vendar izvirnik še vedno obstaja v tipkani kopiji v latinici (verzi s proznimi dodatki), z ročno napisanimi popravki (verjetno sam M. Burangulov) in se hrani v znanstvenem arhivu Znanstvenega centra Ufa Ruske akademije znanosti. Vse prejšnje izdaje epa so vsebovale korupcijo. Razlogi za nekritično objavo epa so v sovjetski praksi uničevanja spomenikov ljudske umetnosti in v preganjanju baškirskih znanstvenikov (Muhameča Burangulov je bil dvakrat žrtev represij). Sklepi Centralnega komiteja Baškirske partijske organizacije CPSU so prepovedali številne spomenike folklore. V zadnjem času je bilo objavljenih veliko študij o Ural-Batiru. Interdisciplinarno se nadaljuje poglobljeno proučevanje epa z metodami arheologije, etnologije in jezikoslovja. V Baškortostanu se veliko dela za popularizacijo epa. Predstava Ural-Batir je bila uprizorjena v Baškirskem akademskem dramskem gledališču M. Gafuri. Posnet je bil poljudnoznanstveni film V iskanju Akbuzata, razvit je bil turistični projekt Zlati prstan Baškortostana: Ceste epa Ural-Batir. Vsako leto poteka tekmovanje za najboljše recitatorje epa v Baškirju in drugih jezikih. Ep Ural-Batir je eno od sedmerih čudes Baškortostana. Ep je uvrščen na seznam nesnovne kulturne dediščine TÜRKSOY (Mednarodna organizacija turške kulture; turško:Uluslararası Türk Kültürü Teşkilatı ).

## Zgodba
Zgodba epa je precej zapletena in temelji na opisu boja Ural-Batirja za srečo ljudi z zlimi silami narave, utelešenih v podobah zmajev (kačkača), divov, kač itd. Liki legende so junaki in navadni prebivalci zemlje, nebeška božanstva (Padišah ptic - Samrau), zle sile narave, mitska bitja. Prikazuje usodo junakov treh generacij (starec Janbirde in njegova žena Janbike, njuni otroci - Ural in Šulgen, vnuki - Jaik, Idel, Nuguš, Hakmar) in je zato sestavljen iz treh delov.
Prvi del pripoveduje o starcu Janbirdeju (ki je vdihnil dušo) in njegovi stari ženi Janbike (duša življenja), ki sta se po volji usode znašla v izgubljeni deželi. Lovita divje živali. Paru se rodita dva sinova - Šulgen in Ural, tradicionalni motiv turko-mongolskega epa. Janbirde otrokom pripoveduje skrivnost obstoja smrti (Ulema), ljudi, Ural že od samega začetka pokaže vse lastnosti legendarnega junaka, kot so neomajni pogum, poštenost, prijaznost, empatija in velika fizična moč. Za razliko od svojega zvitega in zahrbtnega brata Šulgena je Ural vnet sovražnik zla in smrti, utelešenega zla. Od belega laboda Humai (hči Samrauja), rešenega iz Ural-Batirja, izvejo o obstoju vira življenja - Janšišma. Janbirde svetuje svojim sinovom, naj najdejo Janšišmo in uničijo Smrt. Prvi del se konča z mladim Batirejem, ki išče vir nesmrtnosti.
Drugi del legende pripoveduje o dejavnostih junakov druge generacije - Šulgena in Ural-Batirja. Ural-Batir gre iskati smrt z željo, da jo najde in uniči. Na svoji poti sreča različne ljudi in legendarna bitja in ga pogosto zamujajo dolge dogodivščine. V vseh primerih njegova dejanja služijo reševanju življenj ali boju proti zlu. S svojim krilatim žrebcem Akbuzatom rešuje mlade moške in dekleta, ki jih je tiranski Padišah Katil pripravil na žrtvovanje, pred skorajšnjo smrtjo, ukroti divjega bika, uniči ogromno število divjih živali, se poroči z legendarno Humai, dekle labod, in končno premaga Azraka, padišah Diva, iz katerega trupla je nastala gora Jamantau na južnem Uralu. Velik prostor zavzemajo tudi dejavnosti Uralovega brata Šulgena, ki je odšel v sovražnikovo taborišče. Ural-Batir umre v svoji zadnji bitki z Divi, ko je prisiljen izpiti celotno jezero, kjer so se skrivali pred njim, a na njegovo pobudo njegova sinova lahko premagata Dive.
Tretji del pesmi je posvečen podvigom sinov Ural-Batirja, kolonizaciji uralskih dežel s strani ljudi, živali in ptic. Ep o Uralu je zelo bogat s simboli, arhetipi kolektivnega nezavednega; psihični zmaji; starodavni modri psihični zmaj; Božanski otrok Ural; močan spremljevalec junaka - nebesni konj Akbuzat, kasneje spremljevalec Urala; sedem divov na nebu - ozvezdje Veliki medved; zmaj z velikim ključem; Palica; živi vir - živa voda; Padišah ptic je Samrau, mož sonca in lune, hkrati pa oče Humai (Simurg) in Aihilu - teh neverjetnih simbolov Anima; izbrala je sebe za ženina Humai (zastavlja uganke, preizkuse zvestobe, poštenosti); Nebeški (ali božanski) par Ural in Humai, tetrada - 4 Batire, 4 sinovi (Hakmar se šteje tudi za sina Urala); neverjetne govoreče in poznajoče živali - utelešenje človeških lastnosti (bik, lev, pes, sokol, ptice itd.); polisemantični simbol Sarkuma (lov na jelene je ena od neštetih alegorij, ki označujejo spolni odnos, kača je simbol pozitivnega in negativnega, lahko se preobrazi v osebo); kamen in njegova preobrazba; ogenj; vesoljni potop; simbol smrti; števila - arhetipi reda (sedem je število planetarnih bogov starodavnih, število sedem simbolizira sedem zvezd, planetarna božanstva, ki so po alkimistih v jami globoko v zemlji; nezavedno uporablja število kot faktor reda, števila obstajala pred pojavom zavesti); simboli sence - jama, ječa, spust v globok izvir, kri v školjkah kot simbol zlega duha, vroče jeze in čutnih odvisnosti; Uralsko gorovje kot simbol samostojnosti, simbol oblikovanja celovite osebnosti; žrtvovanje zlobnemu padišahu Katilu, predmet batirjevega žrtvovanja ali smrti junaka (kar je potrebno za ozdravitev ponosa, za prikaz samega sebe). Poroka Urala, ko neodgovornost otrok izgine ob vstopu v družbo; boleče podrejanje disciplini; Arhetipi sence (Šulgen), anima, animus, Stari modrec in drugi, ki povezujejo svet zavednega in svet nezavednega, so sredstva »duhovnega preporoda«, individualizacije.